# Down in the Groove
Down in the Groove — двадцять п'ятий студійний альбом американського музиканта та автора пісень Боба Ділана, виданий 31 травня 1988 року лейблом Columbia Records.

## Про альбом
Альбом «Down in the Groove», як і попередній Knocked Out Loaded, отримав негативні відгуки від критиків і вийшов в той час, коли відбувся різкий спад у кар'єрі виконавця. Продажі також були невтішними; альбом досяг лише 61-ї позиції в США і 32-ї — у Великій Британії.

## Список пісень
| Сторона 1 | Сторона 1                     | Сторона 1  |
| #         | Назва                         | Тривалість |
| --------- | ----------------------------- | ---------- |
| 1.        | «Let's Stick Together»        | 3:09       |
| 2.        | «When Did You Leave Heaven?»  | 2:15       |
| 3.        | «Sally Sue Brown»             | 2:29       |
| 4.        | «Death Is Not the End»        | 5:10       |
| 5.        | «Had a Dream About You, Baby» | 2:53       |

| Сторона 2 | Сторона 2                                       | Сторона 2  |
| #         | Назва                                           | Тривалість |
| --------- | ----------------------------------------------- | ---------- |
| 1.        | «Ugliest Girl in the World»                     | 3:32       |
| 2.        | «Silvio»                                        | 3:05       |
| 3.        | «Ninety Miles an Hour (Down a Dead End Street)» | 2:56       |
| 4.        | «Shenandoah»                                    | 3:38       |
| 5.        | «Rank Strangers to Me»                          | 2:57       |